# Apseudes graziliae
Apseudes graziliae är en kräftdjursart som beskrevs av Mihai Bacescu 1981. Apseudes graziliae ingår i släktet Apseudes och familjen Apseudidae. Inga underarter finns listade i Catalogue of Life.